# Novembers Doom
Novembers Doom to pochodzący ze Stanów Zjednoczonych zespół grający muzykę określaną jako skrzyżowanie death metalu i doomu. Zadebiutowali albumem Amid It's Hallowed Mirth, wydanym przez Avantgarde/Nuclear Blast.
Grupa czerpie inspiracje z dokonań takich zespołów jak My Dying Bride, Opeth, wczesna Anathema i Paradise Lost. W ich muzyce przeplatają się ciężkie gitary, mocna, wręcz miażdżąca perkusja, majestatyczne klawisze i melancholijne melodie oraz głęboki growling wokalisty, często również wzbogacany czystymi partiami wokalnymi.

## Dyskografia
- (1995) Amid It's Hallowed Mirth
- (1997) For Every Leaf That Falls (EP)
- (1999) Of Sculptured Ivy And Stone Flowers
- (2000) The Knowing
- (2000) Amid It's Hallowed Mirth (reedycja)
- (2002) To Welcome The Fade
- (2005) The Pale Haunt Departure[2]
- (2007) The Novella Reservoir[3]
- (2009) Into Night's Requiem Infernal[4]
- (2011) Aphotic[5]
- (2014) Bled White[6]
- (2017) Hamartia[7]
- (2019) Nephilim Grove[8]
- (2025) Major Arcana[9]